# Vălcineț (stacja kolejowa)
Vălcineț – stacja kolejowa w miejscowości Vălcineț, w rejonie Ocnița, w Mołdawii. Położona jest na linii Ocnița – Żmerynka.
Jest to stacja graniczna na granicy z Ukrainą.

## Historia
Stacja Wołcziniec (ros. Волчинецъ, Волчинец) powstała w czasach carskich na linii ze Żmerynki do Oknicy i przejścia granicznego z Austro-Węgrami w Nowosielicy. Położona była pomiędzy stacjami Mohylów Podolski i Birnowa.
Po zakończeniu I wojny światowej została rumuńską stacją graniczną na granicy ze Związkiem Sowieckim. Po II wojnie światowej i przyłączeniu Mołdawii do ZSRR, utraciła nadgraniczny charakter. Ponownie została stacją graniczną w wyniku rozpadu Związku Sowieckiego.

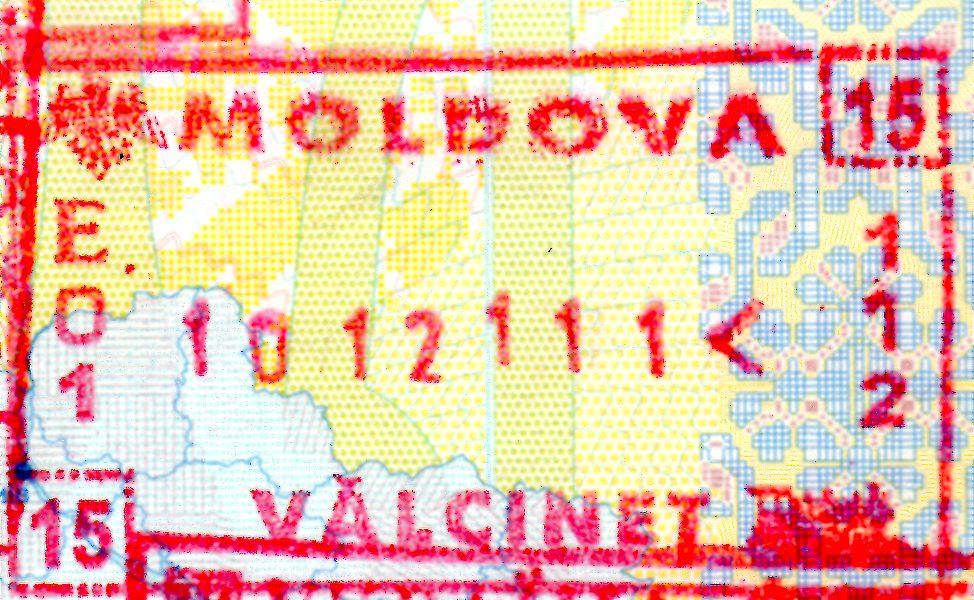
stempel graniczny wydany na stacji Vălcineț